# قوة محركة كهربائية
القوة المحركة الكهربائية (قم) أو القوة الدافعة الكهربائية (ق د ك) (بالإنجليزية: Electromotive force)‏ هي الطاقة اللازمة لتحريك الإلكترونات المكونة للتيار أو بمعنى آخر هي الطاقة التي يعطيها المولد لكل كولوم يجتازه. والقوة المحركة ليست قوة ميكانيكية ولكنها طاقة وحدة الشحنات ووحدة قياسها هي ذاتها وحدة قياس فرق الجهد والفرق بينهما هو أن القوة المحركة تمثل الطاقة المكتسبة من التفاعلات الكيميائية داخل مصدر فرق الجهد، تلك الطاقة تدفع الالكترونات للتركم على أحد الأقطاب تاركة القطب الآخر وهذا الدفع للشحنات يشمل أيضا مقاومة البطارية لحركة الشحنات لذلك إن القوة المحركة الكهربائي (فرق الجهد بين قطبي البطارية في حال انعدام مقاومة البطارية) أقل من فرق الجهد المقيس بين قطبي البطارية.